# Romênia nos Jogos Olímpicos de Verão de 1980
A Romênia participou dos Jogos Olímpicos de Verão de 1980, ficando na sétima posição com 6 medalhas de ouro, 6 medalhas de prata e 13 medalhas de bronze.

## Medalhas[2]

### Ouro
- Ginástica - Nadia Comaneci
- Ginástica - Nadia Comaneci

### Prata
- Ginástica - Nadia Comaneci,Emilia Eberle,Rodica Dunca,Melita Rühn,Cristina Grigoraş e Dumitriţa Turner
- Ginástica - Nadia Comaneci

### Bronze
- Ginástica - Melita Rühn

1. ↑  «Olimpíadas 1980 - Moscou». Uol. Consultado em 26 de julho de 2018
2. ↑  «Moscow 1980 Gymnastics Artistic - Results & Videos». Olympic Games. Consultado em 26 de julho de 2018